# Лаокай (провинция)
Лаока́й (вьет. Lào Cai, тьы-ном 老街) — провинция на севере Вьетнама. Административный центр — одноимённый город. На территории Лаокай находится горный курорт Шапа.

## География и климат

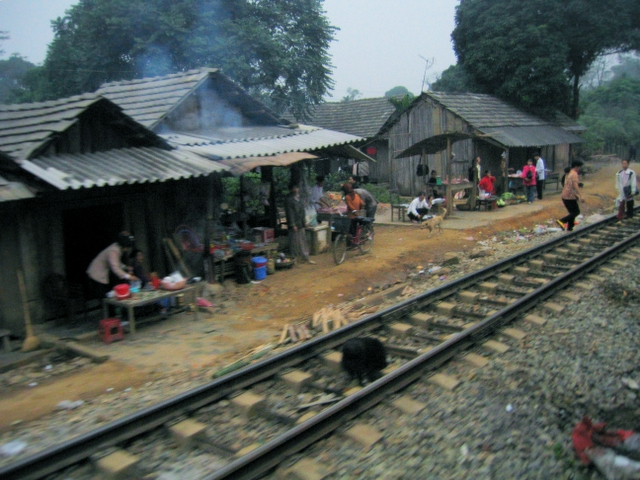
Железная дорога между городами Сапа и Лаокай

Площадь составляет 6383,9 км². Большую часть территории провинции занимают горы. Лаокай граничит с провинциями Хазянг, Йенбай, Шонла и Лайтяу, а также с Китаем. На территории провинции протекает около 100 рек, крупнейшая из которых — Хонгха, которая течёт через Лаокай на протяжении 130 км. На территории Лаокай имеются залежи меди, молибдена, железа и апатита.
Климат провинции характеризуется как горный тропический, сильно зависит от муссонов. Сезон муссонов продолжается с апреля по сентябрь. Среднегодовая температура составляет 23 °С, тем не менее, в горах температуры часто опускаются ниже 0 °С.
Леса занимают около 43,9 % территории провинции.

## Население

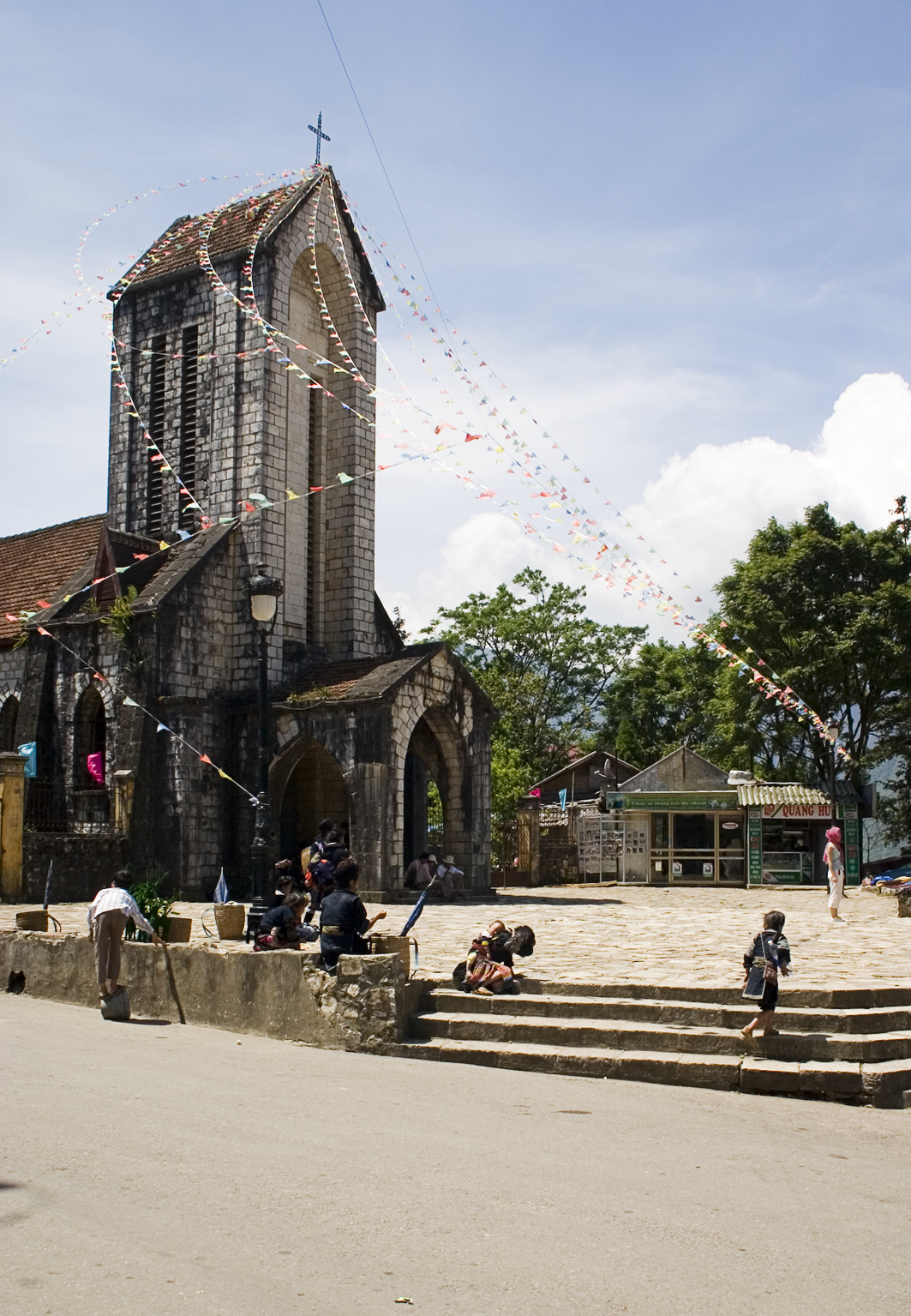
Церковь в городе Сапа

По данным на 2009 год население провинции составило 613 075 человек, средняя плотность населения: 96,03 чел./км². Городское население — около 21 %. На территории Лаокай проживает более 20 различных этнических групп, среди них (2008 год): вьетнамцы — 35,9 %; хмонги — 22,21 %; тхо — 15,84 %; яо — 14,05 %; нянги — 4,7 %; нунги — 4,4 % и другие.
По данным на 2013 год численность населения составляет 595 882 человека.
Динамика численности населения провинции по годам:
| 1999    | 2005    | 2006    | 2013    |
| ------- | ------- | ------- | ------- |
| 594 364 | 575 693 | 585 800 | 595 882 |

## Административное деление
Лаокай подразделяется на муниципалитет Лаокай (Lào Cai; статус города провинциального подчинения) и 8 уездов.

## Экономика и транспорт
Лаокай является одной из беднейших провинций Вьетнама, более 70 % населения живёт за чертой бедности. Основу экономики составляют сельское и лесное хозяйство (более 78 % от экономики провинции). Довольно важную роль играет также КПП на границе с Китаем и развивающийся туристический бизнес. Лаокай — кратчайший пункт товаров по шоссе из Китая в страны АСЕАН.
Международная экономическая зона Лаокай — это, в первую очередь, современный международный пограничный пункт. Чтобы выделить место для развития пограничных экономических зон, которые находится к северу от центра города, на юг города были перенесены административные учреждения города.
Провинция находится на важных транспортных путях их Ханоя в китайскую провинцию Юньнань. Транспорт включает автомобильные и железные дороги, а также водные пути (главным образом река Хонгха). Участок железных дорог Ханой — Лаокай составляет 296 км и продолжается, связываясь с сетью китайских железных дорог. В ближайшие годы планируется также строительство в провинции аэропорта, существуют проекты по строительству через Лаокай скоростной железной дороги, завершается строительство скоростной автодороги с Ханоем.